# Равенсвай
Равенсвай (нід. Ravenswaaij) — село в нідерландській провінції Гелдерланд. Входить до муніципалітету Бюрен. Перша згадка про село датується 1139 роком.

## Галерея

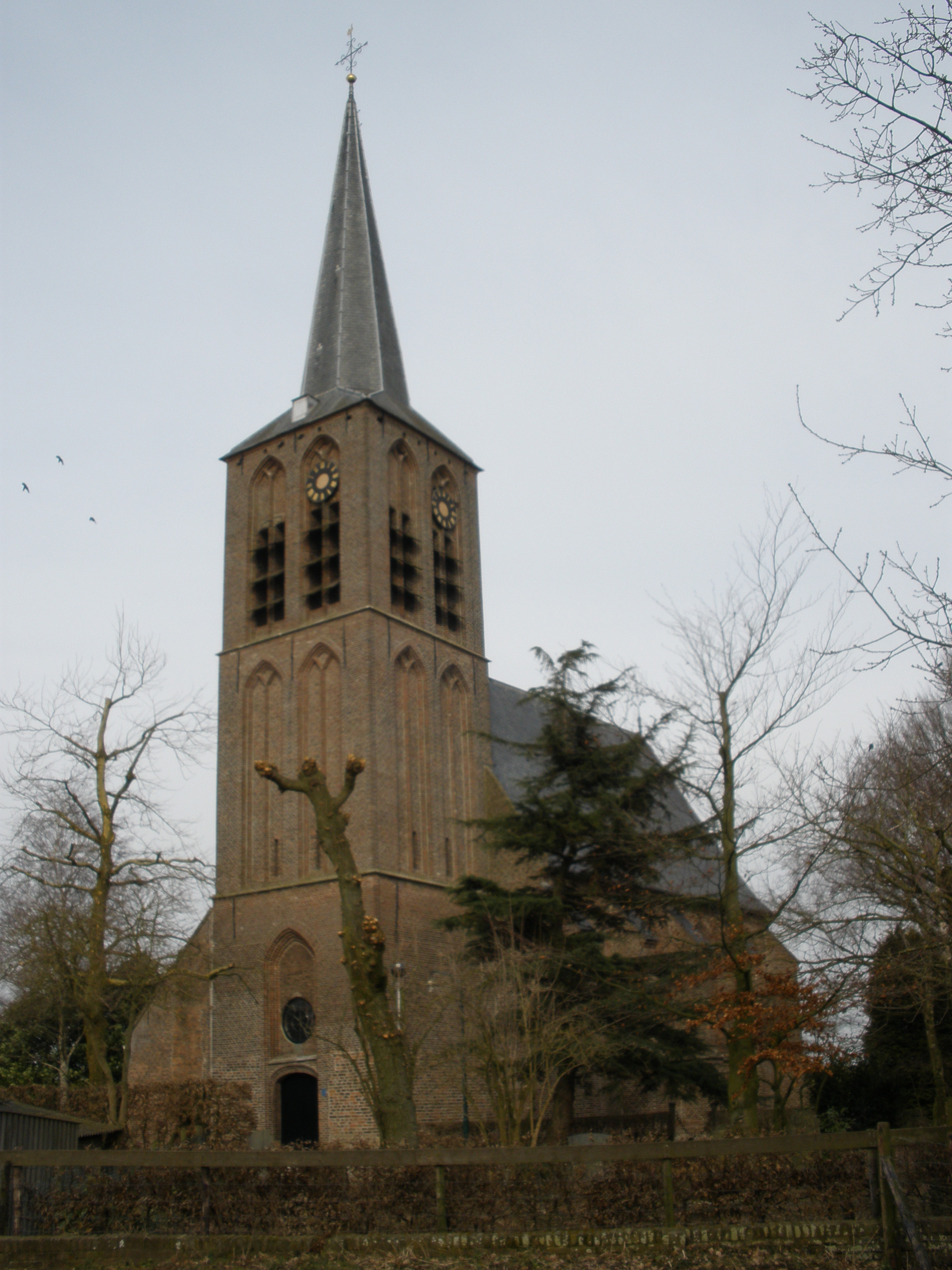
Церква св. Ніколаса
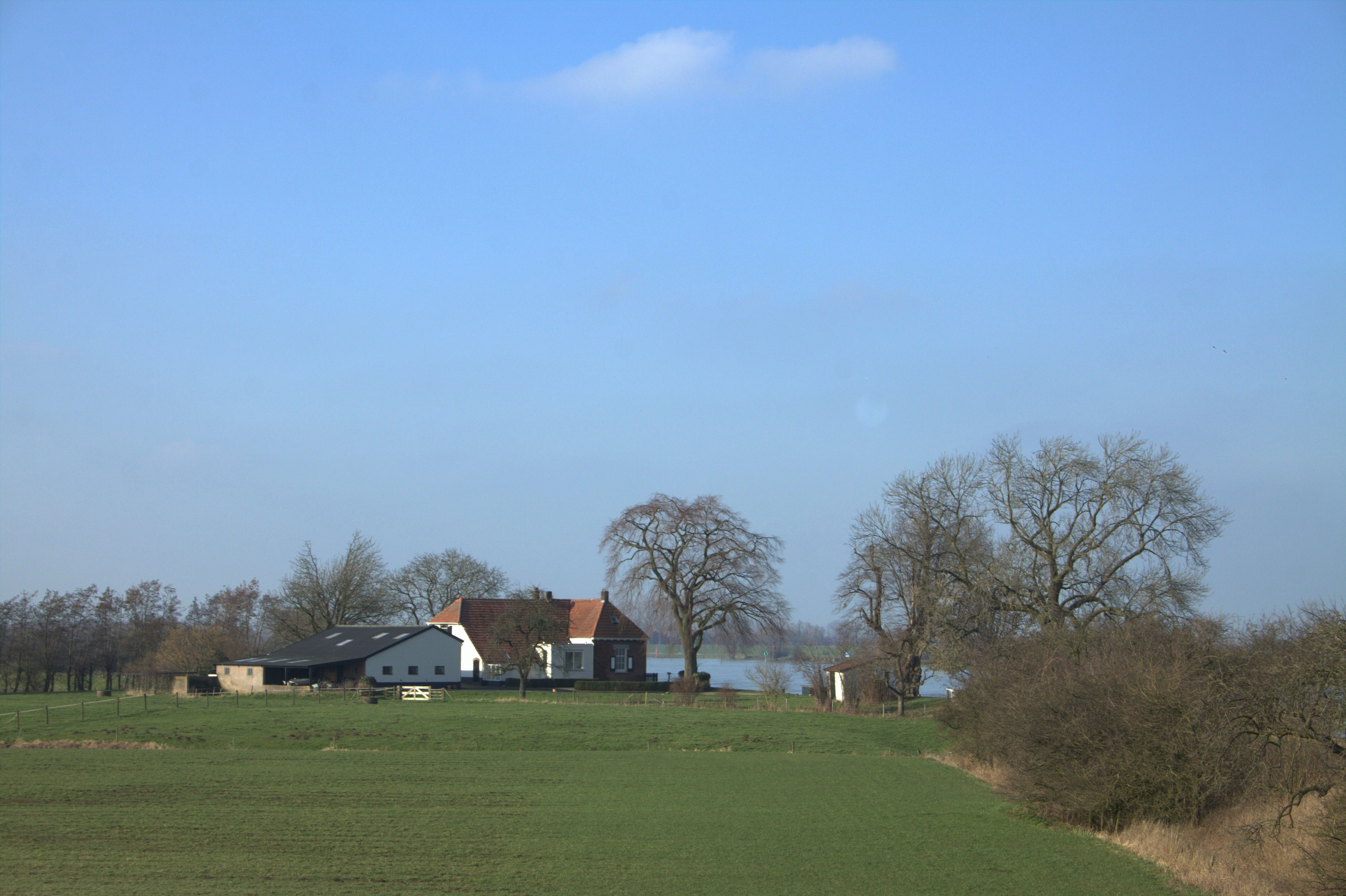
Ферма поблизу річки Лек River
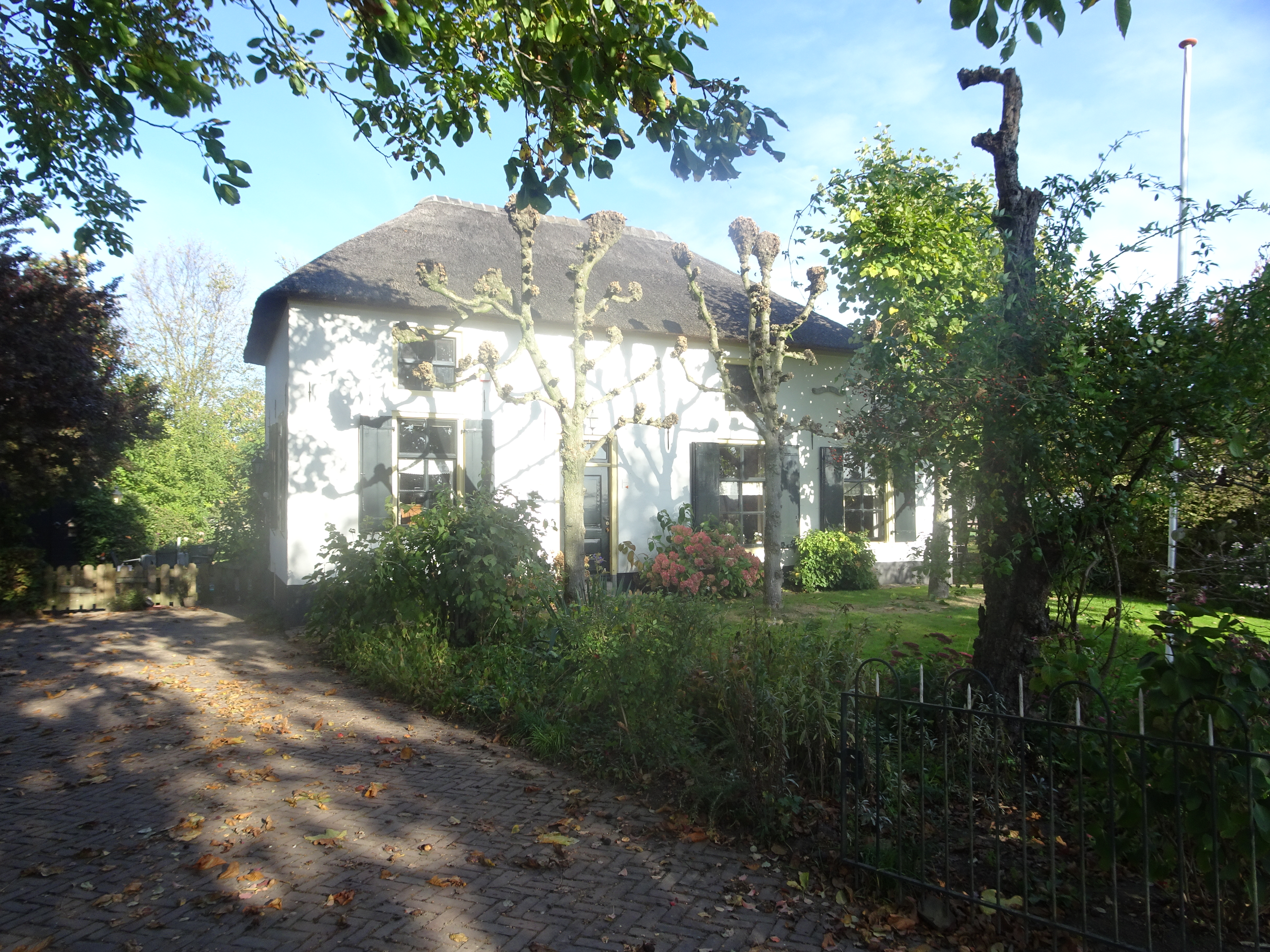
Ферма